# João Homem II
D. João Homem (c. 1344 – 1425) foi um prelado português.

## Biografia
Filho de Gonçalo Anes Homem e de sua mulher, pode ser o João Homem que a 2 de Janeiro de 1382 faz doação dumas casas ao Cabido de Viseu.
Foi padrinho de baptismo do rei D. Duarte I de Portugal na Sé de Viseu no início de Novembro de 1391 e foi nomeado, aparentemente logo a seguir, 21.º Bispo de Viseu entre 1391 ou 1392 e 1425.
Fez testamento a 1 de Fevereiro de 1421.
Há deste bispo um selo armoriado, inventariado pelo Marquês de Abrantes, que consta de cinco crescentes dispostos em aspa, com uma bordadura carregada de estrelas de cinco pontas.